# Joseon
Joseon (także: Korea dynastii Joseon, Chosŏn, Choson, Chosun, Cho-sen, kor. 조선, hanja: 朝鮮), oficjalnie Wielki Joseon (kor. 대조선국; 大朝鮮國) – koreańskie państwo rządzone przez dynastię Yi, zapoczątkowaną przez króla Taejo Yi Seong-gye. Państwo Joseon istniało przez ponad pięć wieków, od 1392 do 1897 roku. Członkowie dynastii Yi rządzili Koreą jako cesarze także od 1897 do 1910 roku, gdy Japonia dokonała aneksji Korei, pozbawiając ją niepodległości.
Powstanie państwa poprzedził upadek istniejącego od 918 do 1392 państwa Goryeo. Do przejęcia władzy przez dynastię Yi doszło w ówczesnej stolicy państwa koreańskiego, w należącym obecnie do Korei Północnej Kaesŏngu (ówczesny Gaegyeong). Po powstaniu państwa Joseon stolicę przeniesiono w miejsce, gdzie obecnie znajduje się stolica Korei Południowej, Seul (wówczas miasto nosiło nazwę Hanseong). Północna granica królestwa sięgała rzek Amnok oraz Tumen. Tym samym znajdowała się mniej więcej w miejscu współczesnej granicy KRLD i Chin.
Dynastia Joseon była ostatnią dynastią rządzącą Koreą i najdłużej w historii rządzącą dynastią o charakterze konfucjańskim. Podczas panowania dynastii Joseon udało jej się skonsolidować władzę na terytorium całego Półwyspu Koreańskiego, dynastia wprowadziła także i utrwalała ideały filozofii konfucjanizmu w koreańskim społeczeństwie, zaadaptowała wiele elementów kultury chińskiej i doprowadziła do rozkwitu klasycznej koreańskiej kultury, nauki, techniki, handlu i literatury. Na przestrzeni dziejów losy państwa dynastii Joseon toczyły się często bardzo dramatycznie, szczególnie w XVI i XVII wieku, gdy Korea padła ofiarą obcych inwazji ze strony Cesarstwa Japońskiego i Mandżurów z dynastii Qing. Wojny z najeźdźcami doprowadziły do wprowadzenia polityki izolacjonizmu Korei na arenie międzynarodowej, co przyczyniło się do określania Korei w opisach zachodnich podróżników i historyków jako „pustelnicze królestwo” (ang. Hermit Kingdom).
Mimo uspokojenia konfliktów z sąsiadami, izolowane od otoczenia międzynarodowego państwo koreańskie w XVIII i XIX wieku było nękane wieloma niepokojami wewnętrznymi. Problemem królestwa były szczególnie walki o władzę na dworze królewskim między rządzącymi klanami i koteriami urzędników, a także niepokoje społeczne, niekiedy skutkujące powstaniami, które wybuchały w Korei w XIX wieku. Wtedy również obce mocarstwa zaczęły naciskać na Koreę, by otworzyła się na świat zewnętrzny. Wszystkie te zjawiska doprowadziły do osłabienia władzy królewskiej w państwie Joseon i ostatecznie do upadku królestwa, do czego w II połowie XIX i na początku XX wieku doprowadzili Japończycy.
Wiele elementów tworzących ówczesną koreańską kulturę, które pojawiły się w Korei w czasach dynastii Joseon, ma duży wpływ na kulturę współczesnej Korei – szczególnie zasady dotyczące etykiety, norm kulturowych i stosunków społecznych.

## Historia

### Okres wczesnego królestwa Joseon

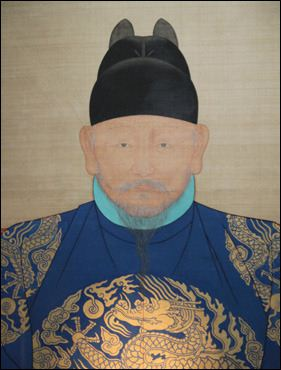
Portret króla T’aejo z dynastii Joseon

#### Początki nowej dynastii
Pod koniec XIV wieku założone w 918 r. n.e. przez Taejo Wang Geona państwo Goryeo było bardzo osłabione latami wyniszczających wojen i de facto okupacją prowadzoną przez Imperium Mongolskie. Po nastaniu w Chinach dynastii Ming, na dworze królewskim Goryeo doszło do podziału na dwie frakcje: grupę wspieraną przez Mingów, na czele której stał generał Yi, oraz na frakcję popieraną przez dynastię Yuan pod przywództwem generała Choe. Gdy wysłannik Mingów dotarł na dwór Goryeo w 1388 roku (w 14. roku panowania koreańskiego króla U) domagając się zwrotu północnych terytoriów Goryeo na rzecz Chin, generał Choe wykorzystał okazję do zaatakowania półwyspu Liaodong. Było to związane z faktem, iż królestwo Goryeo uważało się za formalnego sukcesora dawnego królestwa Goguryeo. Z tego względu nieodłącznym elementem polityki Goryeo było dążenie do przyłączenia do Korei jak największej części terytorium Mandżurii, które uważano za terytorium koreańskie.
Na dowódcę ataku na półwysep Liaodong został wyznaczony generał Yi. Odmówił jednak wykonania rozkazu i udał się do Gaegyeongu (obecnie Kaesŏng), gdzie przygotował zamach stanu wymierzony w króla U i w 1388 roku osadził na tronie syna króla U, Changa. Następnie generał Yi zabił króla U oraz jego syna po nieudanej próbie restauracji władzy U i siłą uczynił królem pochodzącego z dynastii Yi Gongyanga. W roku 1392 generał wyeliminował Jeong Mong-ju, wpływowego przywódcę nieformalnej koterii dworskiej lojalnej wobec dynastii Goryeo, oraz pozbawił tronu króla Gongyanga, który musiał udać się na wygnanie do miasta Wonju. Tym samym doprowadził do upadku prawie 500-letnią dynastię Goryeo.
Na początku swojego panowania generał Yi Seong-gye (od 1392 roku rządzący Koreą jako król Taejo – jest to tytuł należny pierwszemu królowi każdej nowej dynastii rządzącej Koreą) dążył do podtrzymania nazwy Goryeo dla całego państwa koreańskiego, chcąc sprawić wrażenie, iż jest kontynuatorem tradycji państwa Goryeo. Po rozbiciu kilku pałacowych buntów wszczynanych przez zwolenników poprzedniej dynastii, w roku 1393 postanowił zmienić nazwę państwa, by ostatecznie zaznaczyć zmianę władzy. Od tej pory państwo koreańskie przyjęło nazwę „Wielkie Królestwo Joseon”. Jednocześnie Taejo dynastii Joseon przeniósł stolicę Korei z Kaesŏngu (wówczas Gaegyeong) do dzisiejszego Seulu, noszącego w owym czasie nazwę Hanseong.

#### Konflikty wśród książąt
Po objęciu władzy i jej skonsolidowaniu, Taejo zaczął rozważać kwestię następcy tronu. Największe zasługi dla przejęcia władzy przez Yi Seong-gye położył Yi Bang-won, piąty syn króla Taejo z małżeństwa z królową Sineui. Najważniejsi doradcy króla, Nam Eun oraz premier Jeong Do-jeon użyli jednak swoich wpływów dla wyznaczenia na następcę ósmego syna Taejo, księcia Yi Bang-seok (znanego jako Wielki Książę Uian), drugiego syna Yi Seong-gye z królową Sindeok. Winnym sporu był głównie premier, który jako wysoki urzędnik szybko porzucił założycielskie ideały ideologiczne oraz polityczne, wyznawane przez Taejo. Zależało mu na wzroście znaczenia rządu i ministrów w podejmowaniu decyzji dotyczących całokształtu spraw królestwa. Piąty syn Taejo Yi Bang-won chciał zaś umacniać władzę którą zdobył jego ojciec i ostatecznie ustanowić w królestwie monarchię absolutną. Jeong Do-jeon (z którym zgadzał się w tym względzie sam Taejo) dążył jednak do ograniczania władzy książąt i do demobilizacji małych armii, które posiadała większość z nich. Atmosfera między otoczeniem premiera i książętami stała się bardzo napięta. Po nagłej śmierci matki ósmego syna Taejo, królowej Sindeok, Yi Bang-won (piąty syn Taejo i królowej Sineui), postanowił wykorzystać swoją armię do dokonania przewrotu pałacowego. Ludzie Yi Bang-wona zabili premiera oraz jego stronników, podobnie jak dwóch pozostałych synów królowej Sindeok. Incydent ten stał się znany w historiografii koreańskiej jako pierwszy spór książąt.
Przerażony bratobójczym konfliktem między synami, król Taejo postanowił abdykować i przekazał pełnię władzy w królestwie na rzecz drugiego syna, Yi Bang-gwa, który jako król otrzymał imię Jeongjong. Jedną z jego pierwszych decyzji było ponowne przeniesienie stolicy do Kaesŏngu. Jeongjong prawdopodobnie sądził, że tam będzie bardziej bezpieczny i będzie mógł zaprowadzić stabilniejsze rządy, niż na pełnym konfliktów dworze w Seulu. Mimo to Yi Bang-won (niesławny bratobójca i piąty syn Taejo) odzyskał pełnię faktycznej władzy na królewskim dworze i wszedł w następny konflikt z kolejnym ze starszych braci, księciem Yi Bang-ganem, który także marzył o objęciu tronu królewskiego. W roku 1400 spór między braćmi przerodził się w otwarty konflikt (znany jako drugi spór książąt), zakończony wygnaniem Yi Bang-gana do miasta Tosan i egzekucją wszystkich jego stronników. Widząc, jak bardzo urósł w siłę Yi Bang-won, po zaledwie dwóch latach panowania Jeongjong dobrowolnie abdykował i przekazał tron na rzecz młodszego Yi Bang-wona. Książę osiągnął swój cel i rozpoczął rządy w królestwie Joseon jako trzeci król z dynastii, Taejong.

#### Konsolidacja władzy królewskiej
Na początku panowania Taejonga jego poprzednik i założyciel dynastii, Taejo, odmówił przekazania synowi swojej pieczęci, której posiadanie w pełni potwierdzałoby legitymację Taejonga do sprawowania władzy w państwie. Tym samym Taejong zaczął podejmować działania, którego jego zdaniem miały dodać jego władzy uzasadnienia. Jedną z jego pierwszych decyzji było anulowanie przywilejów, które mieli wysocy urzędnicy i arystokraci w rządzie oraz na królewskim dworze. Posunięcie to utrudniło dworskim koteriom podejmowanie prób przewrotu, a jednocześnie przyczyniło się do znacznego powiększenia królewskiej armii – dotychczas bardzo wielu urzędników, także niskiego szczeblu, było zwolnionych ze służby w wojsku.
Następny ważny przepis wprowadzony przez Taejonga dotyczył reformy podatku katastralnego. Król nakazał także dokonanie powszechnego spisu istniejących w królestwie ziem i budynków. Dzięki temu odnaleziono wiele terytoriów znajdujących się do tej pory poza państwową ewidencją. Obłożenie tych ziem podatkami pozwoliło na dwukrotne zwiększenie dochodów państwa z tytułu podatków.
W roku 1399 Taejong jeszcze przed objęciem tronu odegrał dużą rolę w zlikwidowaniu tzw. zgromadzenia Dopyeong, w skład którego wchodzili starzy wysocy urzędnicy dworscy, których wpływy sięgały jeszcze dynastii Goryeo. Zgromadzenie zostało zastąpione Radą Państwa (Uijeongbu, kor. 의정부), nowym organem państwowej administracji, którego członkami zostali ludzie skupieni wokół Taejonga, popierający tworzone przez niego prawo.
Taejong wydał następnie nowy dekret, dzięki któremu jego władza uległa dalszemu wzmocnieniu. Nałożył mianowicie obowiązek zatwierdzania przez króla decyzji Rady Państwa. Tym samym zakończył tradycję podejmowania najważniejszych decyzji bezpośrednio przez dworskich ministrów i doradców, którzy decyzje te uzgadniali nieformalnie we własnym gronie.
Niedługo potem Taejong założył specjalne biuro, do którego poddani mogli zgłaszać wszelkie nadużycia i akty niesprawiedliwości, których dopuścili się urzędnicy lub arystokraci. Z drugiej strony, Taejong utrzymał w mocy zwiększające rolę rządu reformy dokonane jeszcze przez Jeong Do-jeona, zabitego podczas pierwszego sporu książąt w 1398 roku. Ponadto, w celu umocnienia posiadanej władzy oraz by zapobiec próbom przewrotu, Taejong zabił lub wygnał z dworu wielu urzędników, którzy jeszcze niedawno pomagali mu objąć tron. By ograniczyć wpływy swych krewnych, zabił braci wszystkich królowych, z którymi był związany. Pozbył się także teścia swojego syna i późniejszego następcy, Sejonga.
W koreańskiej historiografii Taejong uchodzi za bardzo kontrowersyjną postać. W celu umocnienia posiadanej władzy i dla realizacji swoich celów politycznych nakazał zabicie wielu przeciwników, nie oszczędzając nawet członków własnej rodziny. Z drugiej strony przyczynił się do wzrostu dobrobytu poddanych, umocnił także wojsko, co dało dobre fundamenty dla bardzo udanych rządów następnego króla, Sejonga, który ze względu na swoje osiągnięcia dla kultury jest określany w historiografii koreańskiej jako „Sejong Wielki”.

#### Rządy króla Sejonga
W sierpniu 1418 roku władzę w królestwie Joseon objął Sejong, zastępując swojego ojca Taejonga, który abdykował dwa miesiące wcześniej. W maju roku 1419 Sejong, kierując się radami swojego ojca, zorganizował ekspedycję Gihae (znaną w japońskiej historiografii jako inwazja Ōei), której celem było wypędzenie piratów z wyspy Tsushima, położonej w Cieśninie Cuszimskiej (znanej w Korei jako Cieśnina Koreańska). Piraci przeszkadzali legalnym handlarzom. Ponadto wyspa od wieków była przedmiotem terytorialnego sporu między Koreą a Japonią (do której należała wtedy i należy współcześnie). Tym samym ekspedycja stała się także okazją do podjęcia próby siłowego przejęcia wyspy przez Koreańczyków. Na czele ekspedycji stanął generał Yi Jong-mu. W następstwie napaści zbrojnej dokonanej przez Joseon we wrześniu 1419 daimyō Tsushimy, Sadamori, poddał się Koreańczykom. W roku 1443 podpisany został traktat roku Gyehae (w Japonii znany jako traktat Kakitsu), na mocy którego daimyō Tsushimy otrzymał prawo do handlu z Koreą. Dopuszczalny wolumen handlu wyznaczono na 50 statków rocznie. Zarządca wyspy zobowiązał się także do płacenia trybutu na rzecz Korei oraz zapewnił, że dołoży wszelkich starań, by południowych wybrzeży Półwyspu Koreańskiego nie nękali piraci.
Wzdłuż północnej granicy królestwa Sejong ustanowił cztery twierdze i sześć obozów (kor. 사군육진, hanja: 四郡六鎭), by wzmocnić ochronę granicy przed atakami nomadów z Chin i Mandżurii. W roku 1433 Sejong wysłał tam ekspedycję pod wodzą generała Kim Jong-seo, której zadaniem było rozbicie i zniszczenie Mandżurów. Koreańskiemu wojsku udało się wtedy zdobyć kilka mandżurskich zamków i doprowadzić do włączenia części mandżurskich terytoriów do Korei, której granice sięgnęły wtedy mniej więcej terytoriów współczesnej granicy Korei Północnej oraz Chin.
W czasie panowania Sejonga, Korei udało się poczynić duże postępy w dziedzinie nauki, rolnictwa, literatury, tradycyjnej medycyny oraz inżynierii. Ze względu na rozwój cywilizacyjny, jaki miał miejsce w tym czasie, w koreańskiej historiografii Sejong nosi przydomek Wielki. Najsłynniejszym osiągnięciem Sejonga dla koreańskiej kultury jest jego inicjatywa stworzenia koreańskiego alfabetu, znanego jako hangeul. Wcześniej wszystkie dzieła i książki powstawały w klasycznej chińszczyźnie. Znajomość i możliwość nauki chińskich znaków była ograniczona wyłącznie do wysokich urzędników państwowych oraz ich potomków. Wprowadzenie alfabetu umożliwiło upowszechnienie edukacji. Choć chińskie znaki do zapisu koreańskich słów były stosowane w większości źródeł jeszcze w pierwszej połowie XX wieku, wynalezienie hangeulu miało ogromny, pozytywny wpływ na koreańską kulturę.

#### Męczeńska śmierć sześciu ministrów
Po śmierci Sejonga w 1450 roku jego następca Munjong próbował kontynuować dzieło słynnego ojca, lecz zmarł z powodu choroby po zaledwie dwóch latach panowania w roku 1452. Jego następcą został 12-letni syn, który po koronacji otrzymał imię Danjong. Ponieważ nastolatek nie był w stanie zdobyć i utrzymać realnych wpływów w królestwie, faktyczną władzę sprawował wujek młodego króla i brat Sejonga, Sejo. W roku 1455 udało mu się pozbawić tronu bratanka i sam objął władzę nad państwem. Sześciu ministrów lojalnych wobec Danjonga podjęło nieudaną próbę zamordowania Sejo, lecz zostali straceni z rozkazu nowego króla, któremu udało się utrzymać władzę. W wyniku spisku życie stracił także sam Danjong, pomimo iż już wcześniej znalazł się na wygnaniu. Mimo kontrowersyjnego sposobu, w jakim zdobył władzę, Sejo starał się pokazać, że może zapisać się w historii jako jeden z najzdolniejszych władców, o osiągnięciach równych Taejongowi i Sejongowi. W tym celu wzmocnił znaczenie państwowej administracji. Zmiany pozwoliły między innymi na upowszechnienie i zwiększenie efektywności poboru do wojska – służby w nim wielu mieszkańcom królestwa dotychczas udawało się uniknąć. Sejo dokonał ponadto kolejnej reformy przepisów dotyczących podatku od ziemi. Promował także publikację książek. Przede wszystkim jednak doprowadził do powstania Wielkiego Kodeksu Administracji Państwowej (Gyeongguk daejeon, kor. 경국 대전), dokumentu uchodzącego za pierwszą spisaną konstytucję Korei. Kodeks zawierał przepisy stanowiące fundament działania administracji królestwa.
Następcą Sejo i ósmym królem z dynastii Joseon został Yejong, kolejny król, który zmarł po zaledwie dwóch latach panowania w roku 1469. Tron po Yejongu objął jego bratanek, Seongjong. Podobnie jak w przypadku Danjonga, Seongjong miał 13 lat gdy objął tron i w jego imieniu dworem i sprawami państwowymi w pierwszych latach panowania zarządzała jego babcia, królowa Jeonghui. Rządy Seongjonga stały pod znakiem gospodarczej prosperity i rozwoju myśli neokonfucjańskiej w królestwie, której krzewieniem zajmowało się wielu wybitnych uczonych. Seongjong wysłał także przeciwko Mandżurom kilka udanych ekspedycji, których działania zbrojne przyczyniły się do ustalenia przebiegu północnej granicy Korei. Do najważniejszych uczonych czasów Seongjonga należeli przedstawiciele tak zwanej frakcji Sarim (kor. 사림), wśród których wielu pełniło wysokie stanowiska urzędnicze na królewskim dworze. Z ich inicjatywy założono między innymi hongmungwan (kor. 홍문관, hanja: 弘文館), królewską bibliotekę. Jej częścią była rada złożona z konfucjańskich uczonych, którzy na spotkaniach dyskutowali na tematy filozoficzne i polityczne (ustalali również zmiany w polityce i prawodawstwie królestwa). Dzięki członkom frakcji Sarim wydano w Korei także wiele nowych książek o charakterze naukowym, z dziedzin takich jak geografia, etyka czy filozofia. Ze względu na te osiągnięcia rządy Seongjonga są niekiedy porównywane pod względem wkładu dla koreańskiego dziedzictwa kulturowego z erą rządów Sejonga.

#### Czystki wśród uczonych
Syn i następca Seongjonga, król Yeonsangun, jest często określany jako jeden z największych tyranów rządzących Koreą w czasach dynastii Joseon. Jego rządy stały pod znakiem krwawych czystek wśród uczonych, którzy zajmowali się spisywaniem kroniki dziejów dynastii. Yeonsangun przeprowadził je w latach 1498–1506 (jego rządy rozpoczęły się w roku 1494). Dziesiąty król w historii dynastii Joseon stał się nieobliczalny gdy dowiedział się, że jego biologiczną matką nie jest królowa Junghyeon – jak sądził przez większość życia – lecz królewska konkubina Yun (znana także jako królowa Jeheon). W roku 1482 (gdy Yeonsangun miał 6 lat) Seongjong zmusił konkubinę Yun do wypicia trucizny po tym, jak otruła inną z jego konkubin i w czasie kłótni okaleczyła króla. Wiadomość o tym, kto jest jego prawdziwą matką dotarła do Yeonsanguna w 1504 roku za pośrednictwem jednego z dworskich urzędników, Im Sa-honga. Gdy Im pokazał królowi kawałek ubrania z krwią którą wymiotowała jego matka po wypiciu trucizny, Yeonsangun wpadł w wściekłość i osobiście pobił na śmierć dwie z konkubin Seongjonga, które wystąpiły przeciwko jego biologicznej matce 22 lata wcześniej. Rozkazał także stracić wysokich urzędników, którzy doprowadzili do śmierci jego matki.
Yeonsangun podjął także kilka decyzji, które zahamowały rozwój kultury koreańskiej. Zamknął główną konfucjańską uczelnię królestwa – Seonggyungwan (kor. 성균관) – w jej siedzibie tworząc dom uciech, w którym pracowało kilkaset kobiet przywiezionych z terytorium całego królestwa, by oddawać się królowi i jego współpracownikom. Yeonsangun rozwiązał również instytucje mogące zajmować się krytyczną oceną działań i decyzji króla, takie jak hongmungwan. Zabronił także używania stworzonego za czasów Sejonga alfabetu koreańskiego, hangeulu. Na jego rozkaz straceni zostali ponadto niektórzy z uczonych, należących do frakcji Sarim. W roku 1506 Yeonsangun został ostatecznie pozbawiony władzy i życia w wyniku pałacowego spisku, przeprowadzonego przez dworskich urzędników. W rezultacie przewrotu tron objął przyrodni brat Yeonsanguna, Jungjong.

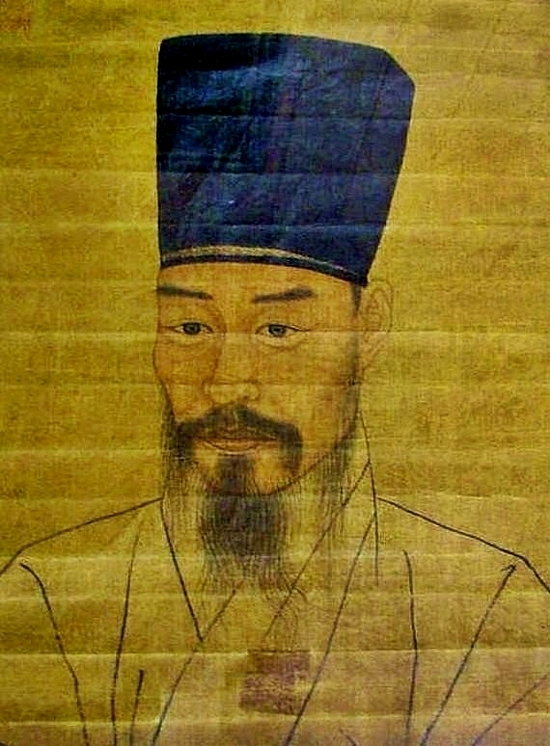
Minister Jo Gwang-jo (portret wykonany w 1750 roku)

Jungjong był bardzo słabym władcą. Jego rządy były ograniczone głównie ze względu na okoliczności, w których został królem – na tronie został osadzony jako marionetka urzędników, autorów udanego zamach stanu. Niemniej jednak w okresie jego panowania zostały przeprowadzone reformy, które zaplanował i przeprowadził neokonfucjański uczony i jeden z najbliższych doradców Jeongjonga, minister Jo Gwang-jo, charyzmatyczny przywódca frakcji Sarim. Jest on autorem pomysłu tworzenia lokalnych instytucji samorządowych (tzw. hyang'yak), które miały powstawać na prowincji w celu wzmocnienia lokalnych społeczności i ich wpływu na sprawy ważne dla regionów. Jo Gwang-jo dążył również do zmniejszenia nierówności w ówczesnym koreańskim społeczeństwie, poprzez reformę rolną, wprowadzającą korzystniejsze niż dotychczas zasady przydzielania ziemi biednym chłopom. Ograniczono ponadto dopuszczalną liczbę niewolników na jednego właściciela ziemskiego, jak również maksymalną wielkość gospodarstw. Jo Gwang-jo dążył też do odchudzenia królewskiej biurokracji, zmniejszając znacznie liczbę dworskich urzędników, a według Roczników dynastii Joseon dodatkowo nałożył na nich surowe zakazy brania łapówek i wykorzystywania poddanych dla własnych korzyści. Minister położył także duże zasługi dla popularyzacji konfucjańskich dzieł, które z jego inicjatywy tłumaczono na zapis hangeulem i rozpowszechniano wśród ludu. Dzięki temu zyskał wśród ludu dużą popularność, czym zraził do siebie stronników Jungjonga. Zawiązali oni spisek przeciwko Jo Gwang-jo, fabrykując tekst „Jo zostanie królem” (kor. 주초위왕, hanja: 走肖爲王), napisany miodem na rzekomo przypadkiem odnalezionych liściach. Jungjong miał tym samym odnieść wrażenie, że tekst został stworzony przez siły nadprzyrodzone i jest odezwą przeznaczenia. W efekcie Jo Gwang-jo w 1519 roku w ramach tzw. „trzeciej czystki uczonych” został stracony, a większość z wprowadzonych przez niego reform anulowano. Przez kolejne 50 lat na dworze królewskim doszło do licznych, krwawych walk o władzę pomiędzy frakcjami urzędniczymi, wspieranych przez konkurujących ze sobą książąt i królewskie nałożnice. Dużą władzę mieli szczególnie powinowaci rodziny królewskiej. Oni także dopuszczali się poważnych, korupcyjnych nadużyć.

### Okres średni królestwa Joseon
Środkowy okres panowania dynastii Joseon nad Koreą był naznaczony przez starcia konkurujących ze sobą frakcji urzędniczych, które niejednokrotnie krwawo walczyły ze sobą o władzę i wpływy. W tym czasie miały także miejsce inwazje na Koreę, dokonane przez Japończyków i Mandżurów.

#### Walki frakcyjne
Członkowie frakcji Sarim doświadczyli brutalnych prześladowań podczas rządów Yeonsanguna, Jungjonga oraz Myeongjonga. Udało im się odnowić swoje wpływy na losy królestwa podczas panowania króla Seonjo, jednak szybko podzielili się na dwie frakcje – zachodnią i wschodnią. Frakcja wschodnia podzieliła się natomiast dalej na północną i południową, a zachodnia na frakcję dawnych nauk i frakcję nowych nauk. Zmiany przywództwa we wszystkich tych grupach były naznaczone przez krwawe czystki, dokonywane w następstwie kolejnych zdrad wśród uczonych i urzędników.
Jednym z przykładów walk wewnętrznych między uczonymi jest przypadek oskarżenia członka frakcji wschodniej, Jeong Yeo-ripa, o próbę zawiązania spisku, który miał zakończyć się zbrojnym powstaniem przeciwko królowi. Jeong Yeo-rip założył stowarzyszenie, w skład którego weszli jego stronnicy, którzy otrzymali wcześniej przeszkolenie wojskowe, mające przygotować ich do obrony Korei przed najeźdźcami z Japonii. Wśród historyków do dziś toczą się dyskusje co do faktycznego charakteru i celów stowarzyszenia. Jeong Yeo-rip przez jemu współczesnych został jednak oskarżony o tworzenie związku zbrojnego, mającego rzekomo na celu obalenie króla siłą. Co gorsza dla Jeong Yeo-ripa, odpowiedzialnym za śledztwo przeciwko niemu był Jeong Cheol, przywódca konkurencyjnej frakcji zachodniej. Śledztwo zakończyło się brutalną czystką wśród przedstawicieli frakcji wschodniej – ostatecznie około 1000 z nich straciło życie lub musiało udać się na wygnanie.

#### Inwazja japońska z lat 1592–1598

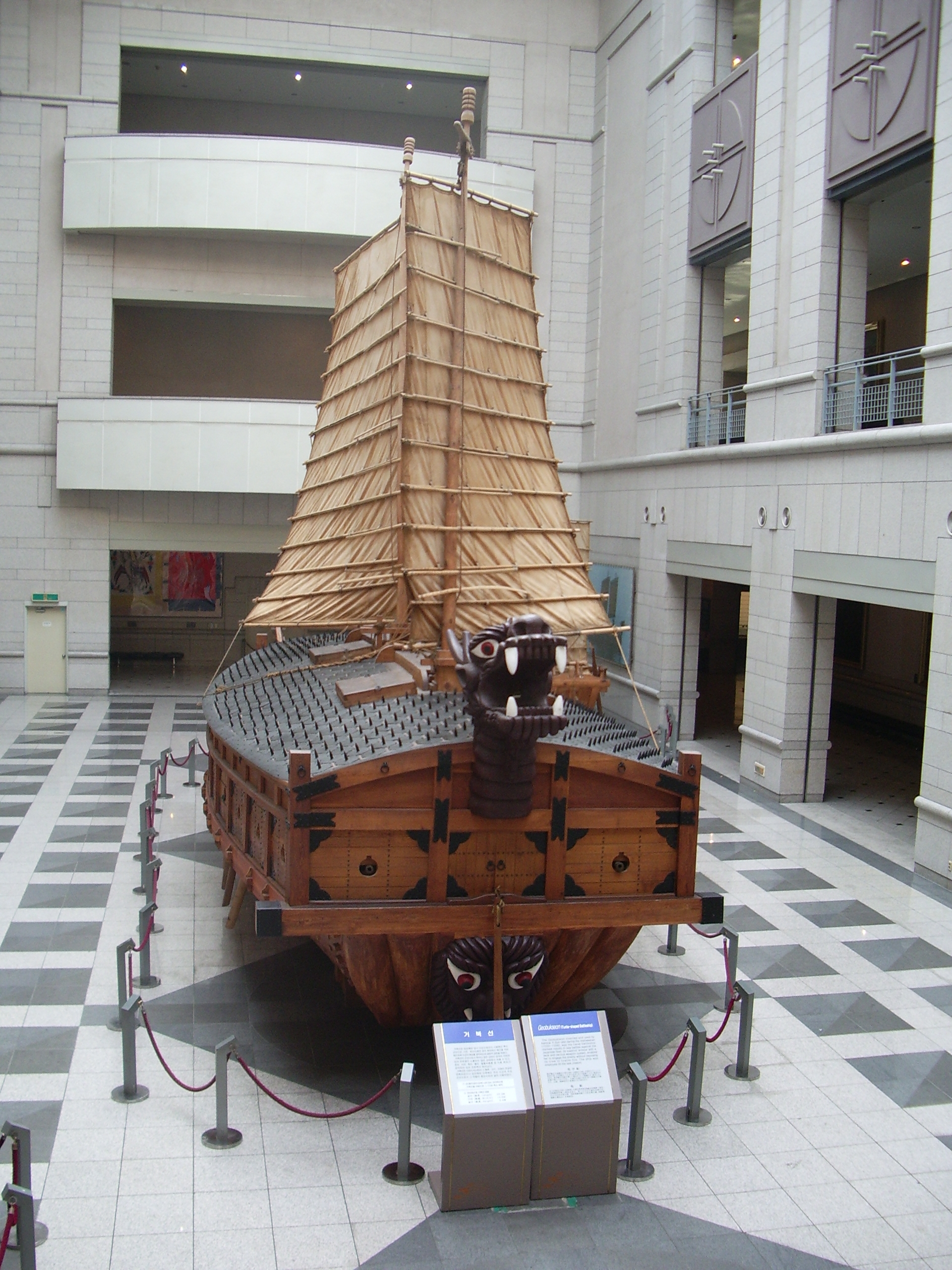
Geobukseon – koreańska „żółwia łódź”

Na przestrzeni dziejów Korea często była atakowana przez piratów – obrona przed nimi była głównym celem marynarki wojennej, którą stworzono w królestwie Joseon. Jej uzbrojenie było stosunkowo zaawansowane technologiczne – w walce z piratami używano armat i strzał zakończonych płomieniem.
Pod koniec XVI wieku celem Japonii było podbicie chińskiej dynastii Ming. By walczyć z Chińczykami, japoński dowódca i faktyczny przywódca Cesarstwa Japońskiego Toyotomi Hideyoshi musiał podbić najpierw Koreę – najlepszy punkt wypadowy w razie ewentualnej wojny z Mingami. Dlatego w 1592 Japonia rozpoczęła zbrojną inwazję przeciwko Korei, a na jej czele stanął właśnie Hideyoshi. Jej atutem było posiadanie bardzo nowoczesnej broni, którą zakupili od handlarzy z Europy. Korea zaś była bardzo słabo przygotowana na atak – dwór wciąż nękały walki frakcyjne, Koreańczycy nie byli w stanie prawidłowo ocenić militarnego potencjału japońskiego agresora, a także brakowało im zdolności i ludzi do dyplomatycznego zażegnania konfliktu zbrojnego. Tym samym w ciągu kilku miesięcy Japończycy nie napotykając większego oporu zajęli większą część Półwyspu Koreańskiego, włącznie ze stolicą królestwa Joseon, Hanseongiem (dzisiejszy Seul). Japończycy szybko dotarli także do Pjongjangu, który wówczas był drugim co do wielkości i znaczenia miastem Korei.
Inwazja japońska została zatrzymana dopiero dzięki działaniom admirała Yi Sun-sina, któremu udało się zniszczyć japońską flotę. Do pokonania Japończyków przyczyniły się także skuteczne działania partyzanckie, które podejmowali Koreańczycy. Ponadto, w roku 1593 z odsieczą przybyły do Korei chińskie wojska dynastii Ming, dodatkowo przyczyniając się do wypędzenia Japończyków z Półwyspu Koreańskiego.
Do sukcesu Koreańczyków w starciach z Japonią przyczyniło się wykorzystanie tzw. geobukseonów, znanych także jako „żółwie okręty” (były to silnie uzbrojone jednostki z pancerzem w kształcie przypominającym skorupę żółwia). Od momentu pokonania japońskiej inwazji stosunki dyplomatyczne między Koreą i Japonią uległy całkowitemu zawieszeniu do 1609 roku.

#### Inwazje Dżurdżenów
Po wojnie z Japonią terytorium Półwyspu Koreańskiego było dotknięte poważnymi zniszczeniami wojennymi. W międzyczasie na północ od Korei, w Mandżurii stojący na czele Dżurdżenów Jianzhou wódz Nurhaci (1583–1626) zjednoczył różne plemiona Dżurdżenów w silną koalicję. Nurhaci walczył z dynastią Ming, w pewnym momencie stawiając w niezręcznym położeniu Koreańczyków, od których za panowania króla Gwanghaeguna (1608–1623) oczekiwał pomocy zbrojnej przeciwko Chińczykom, którzy byli wszak najważniejszymi sojusznikami Korei. Król Gwanghaegun starał się zachować w dżurdżeńsko-chińskim konflikcie neutralność, choć większość urzędników opowiadała się za udzieleniem wsparcia dynastii Ming, która bardzo pomogła Korei podczas inwazji japońskiej z lat 1592–1598.
W roku 1623 król Gwanghaegun został pozbawiony tronu, a jego następca, Injo (1623–1649) skazał na wygnanie stronników poprzedniego władcy. Zmienił także kierunek polityki zagranicznej prowadzonej przez Gwanghaeguna i postanowił otwarcie poprzeć Mingów. Sytuację utrudniło zniszczenie w 1624 roku obrony północnej granicy w następstwie rebelii zapoczątkowanej przez dowódcę Yi Gwala. Mimo to po stłumieniu powstania Injo postanowił skoncentrować się na obronie stolicy królestwa, pozostawiając północne rubieże kraju bez dostatecznej obrony. Tym samym zachęcił Dżurdżenów do zaatakowania Korei.
W roku 1627 armia 30 tysięcy dżurdżeńskich żołnierzy pod wodzą bratanka Nurhaciego, Amina, przekroczyła granice Korei. W napaści pomogli koreańscy yangbani, którzy popierali króla Gwanghaeguna, poprzednika Injo. Najeźdźcy narzucili Korei niekorzystny traktat, według którego Korea miała od tej pory utrzymywać z nimi „braterskie relacje”. Mimo to postawa Injo pozostała jednoznacznie niechętna Dżurdżenom. Dlatego syn i następca Nurhaciego, Hong Taiji, który w 1635 przemianował Dżurdżenów na „Mandżurów”, a w 1636 roku mianował się cesarzem Mandżurii nowej dynastii Qing, w tym samym roku wysłał do Korei ekspedycję karną złożoną ze 120 tysięcy żołnierzy. Pokonany Injo został zmuszony do zawieszenia relacji z Mingami i do uznania dynastii Qing. Następca Injo, król Hyojong (który panował w latach 1649–1659) próbował jeszcze zbudować armię zdolną do obrony Chin przed Mandżurami, lecz bez powodzenia.
Podporządkowawszy sobie Koreę, Mandżurowie przystąpili do podboju Chin, przejmując tron cesarstwa w 1644. Mimo iż Korea stała się państwem trybutarnym dla Chin dynastii Qing, przywódcy królestwa Joseon cały czas otwarcie opowiadali się przeciwko Mandżurom, widząc w nich barbarzyńców. Jeszcze w drugiej połowie XIX wieku Koreańczycy potwierdzali wierność wobec chińskiej dynastii Ming – w napisanej w 1861 roku pracy koreański uczony podał jako datę „234. rok Chongzhen”, w systemie używanym w czasach dynastii Ming. W międzyczasie po ustaniu inwazji mandżurskich Korea przyjęła politykę silnego izolacjonizmu względem sąsiadów, z którymi kontakty były ograniczane do minimum.

### Okres późnego królestwa Joseon

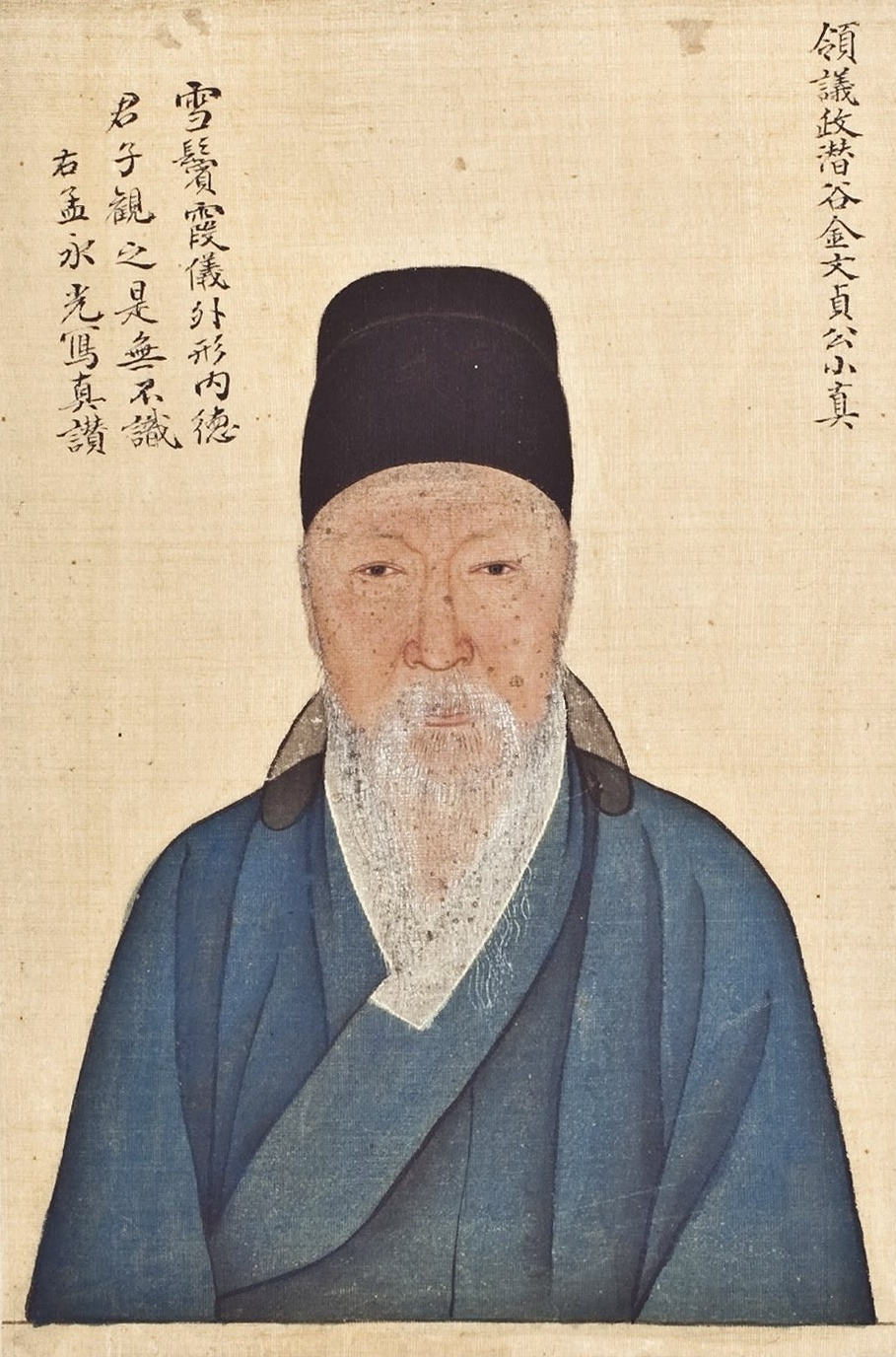
Portret Kim Yuka (1570–1658) – filozofia i uczonego ruchu Silhak.

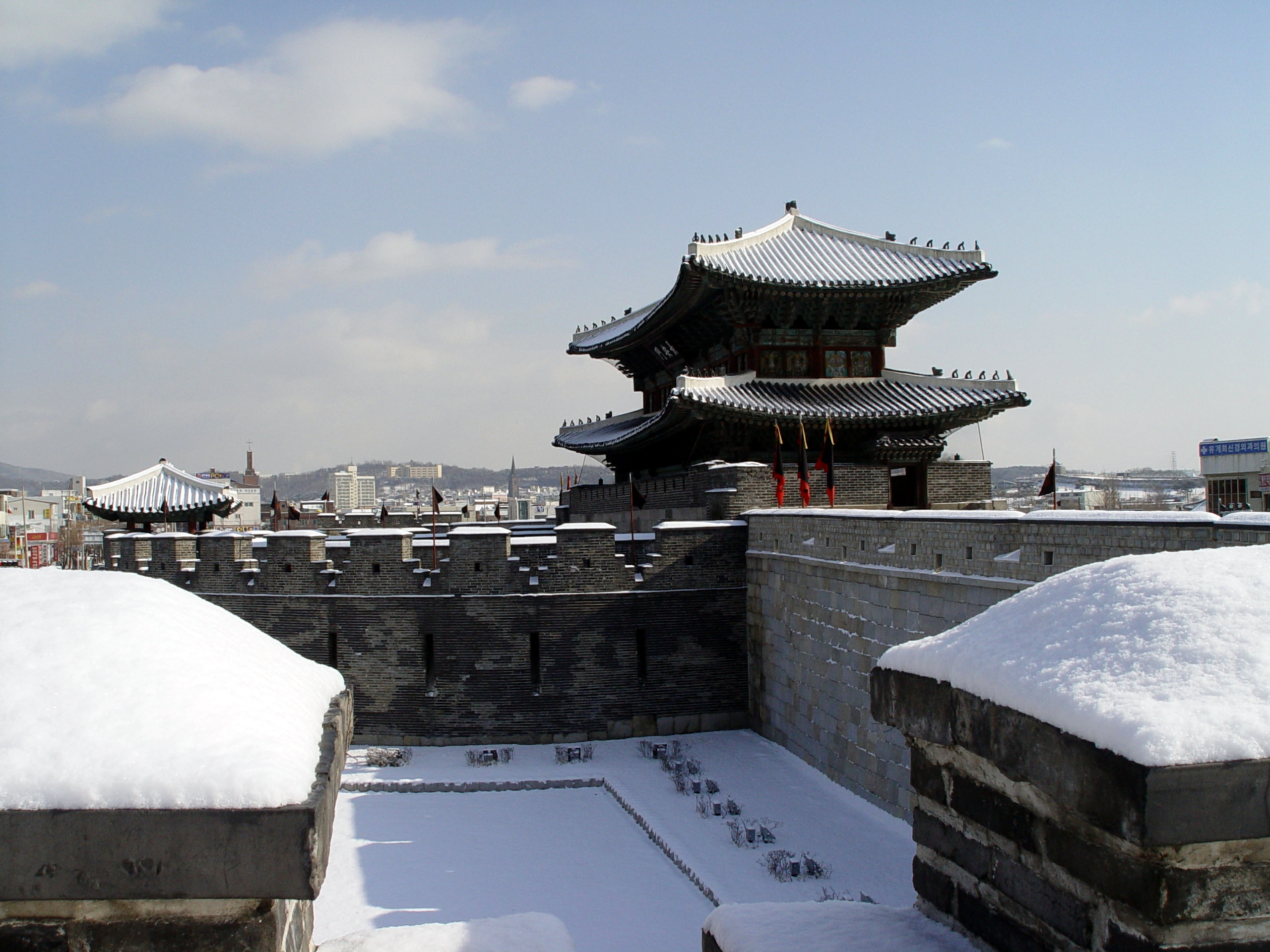
Twierdza Hwaseong w Suwonie w Korei Południowej.

Po ustaniu inwazji ze strony Japonii i Mandżurii, w Korei nastał prawie 200-letni okres pokoju. W tym czasie w Korei rozwinął się system filozoficzny zwany Silhak (Praktyczne nauki, kor. 실학). Uczeni Silhak opowiadali się za kompleksową reformą egzaminów do służby cywilnej, systemu podatkowego, a także za modernizacją rolnictwa. Celem reform miała być szybka odbudowa zniszczeń dokonanych przez obcych najeźdźców. Reformy zostały wprowadzone przez Kim Yuka, premiera rządu za panowania króla Hyeonjonga. Przyniosły państwu wiele korzyści – zwiększenie dochodów do budżetu, a także poprawę losu chłopów.
Podczas rządów królów Sukjonga i jego syna Yeongjo, obaj władcy by zapobiec walkom frakcyjnym i ich negatywnym skutkom, wprowadzili normy i przepisy prowadzące do zrównania pozycji wszystkich urzędniczych koterii. Zmiany polegały na uniezależnieniu nominacji urzędniczych od przynależności do którejś z frakcji – wyboru na stanowiska dokonywano według kryteriów merytorycznych.
Czas panowania królów Yeongjo i Jeongjo to okres swoistego renesansu dynastii Joseon. Wykształcony Jeongjo (wnuk Yeongjo) wprowadził kolejne śmiałe reformy, między innymi założył Kyujanggak (kor. 규장각), nową królewską bibliotekę, która szybko stała się ośrodkiem edukacji i rozwoju kultury koreańskiej. Przyczynił się także do wdrożenia reform społecznych, otwierając dostęp do zawodów urzędniczych dla osób, które wcześniej nie mogły zostać urzędnikami ze względu na zbyt niski status społeczny. Reformy te bardzo wspierali uczeni z ruchu Silhak, którzy byli lojalnymi stronnikami króla Jeongjo. Dzięki przychylności władcy dla tego typu pracy, uczeni rozwinęli także badania nad Koreą, między innymi w dziedzinie historii, epigrafii, geografii i języka.

### Schyłek dynastii

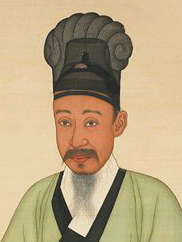
Królewski regent Daewongun

W roku 1863 tron Korei objął król Gojong. Ponieważ miał wtedy 11 lat, rzeczywistą władzę nad państwem objął jego ojciec, królewski regent Daewongun. W połowie lat 60. XIX wieku regent był najważniejszym zwolennikiem izolacji Korei, prześladował także katolików, których było w Korei coraz więcej dzięki nielicznym, ale prężnie działającym misjonarzom. Polityka wobec katolików i dokonywane przy poparciu dworu zabójstwa misjonarzy doprowadziły Joseon do otwartego konfliktu z Francją w 1866 roku, a następnie ze Stanami Zjednoczonymi w roku 1871, na kanwie zatopienia przez Koreańczyków amerykańskiego statku „General Sherman”, który dopłynął rzeką Taedong-gang aż do granic Pjongjangu i został podpalony przez autochtonów.
Formalnie Gojong przejął władzę od Daewonguna w 1873 roku. Wtedy jednak na dworze królewskim swoje wpływy zaczęła zwiększać królowa Min (znana także jako Cesarzowa Myeongseong), która obsadzała wysokie stanowiska urzędnicze swoimi ludźmi. Japonia, w owym czasie bardzo modernizująca państwo i potencjał militarny w zachodnim stylu w ramach reform Meiji, chciała skłonić Koreę do otwarcia. W tym celu Japończycy narzucili Korei w 1876 roku traktat z wyspy Ganghwa, na mocy którego królestwo Joseon zgodziło się na otwarcie trzech koreańskich portów na handel z zagranicą. Porty otrzymały jednocześnie status eksterytorialny. Ponadto brytyjska marynarka wojenna (której celem również było otwarcie Korei na świat) okupowała Port Hamilton na południu Korei od 1885 roku.
Wielu Koreańczyków nie chciało przyjmować elementów zagranicznych kultur, gardzili także tymi z urzędników, którzy popierali otwarcie kraju – niejednokrotnie zachęcani pieniędzmi od obcych państw. W 1894 roku na południu Korei wybuchło powstanie Donghak, które – będąc z początku konfliktem lokalnym – przerodziło się w masowy bunt przeciwko władzy. Gdy w maju 1894 powstańcza armia chłopska dotarła do miasta Jeonju, dwór Joseon wezwał na pomoc armię Qingów. Chińczycy wysłali do Korei trzytysięczną armię, której działania skłoniły rozbitych chłopskich powstańców do poddania się i podpisania zawieszenia broni. Sytuację postanowili wykorzystać Japończycy – w odpowiedzi na wysłanie wojsk do Korei przez Chińczyków, sami zorganizowali – przy silnym sprzeciwie Chin – liczącą 8 tysięcy żołnierzy armię, której udało się zainstalować na dworze królewskim w Seulu rząd złożony z projapońskich urzędników. Konflikt szybko przerodził się w pierwszą wojnę japońsko-chińską, której najważniejsze wydarzenia rozegrały się na Półwyspie Koreańskim.
Królowa Myeongseong próbowała przeciwstawić się wzrostowi japońskich wpływów w Korei i zwróciła się o pomoc do Rosji i Chin. Ze względu na te dążenia została zamordowana przez grupę zabójców, którzy nad ranem 8 października 1895 roku przedostali się na teren pałacu królewskiego w Seulu i po zabiciu Myeongseong przy użyciu miecza spalili jej ciało. Spiskiem kierował Miura Goro, japoński ambasador w Korei.
Porażkę Qingów w pierwszej wojnie japońsko-chińskiej przypieczętowano w traktacie z Shimonoseki z dnia 17 kwietnia 1895 roku. Dokument stanowił duży krok naprzód na drodze Japończyków do zdobycia hegemonii w regionie. Dwór dynastii Joseon w tej sytuacji zaczął szukać środków do umocnienia integralności oraz suwerenności narodu i ogłosił powstanie Cesarstwa Koreańskiego w ramach tak zwanych reform Gwangmu w roku 1897. Król Gojong jednostronnie ogłosił się cesarzem, w celu nominalnego podwyższenia statusu Korei, w czym miało pomóc ogłoszenie kraju cesarstwem. Choć ten rok formalnie uchodzi za koniec królestwa Joseon, dynastia o tej samej nazwie faktycznie rządziła Koreą aż do rozpoczęcia okupacji japońskiej w 1910 roku.
Na przełomie XIX i XX wieku Korea stała się areną następnego sporu – tym razem między Japonią i Rosją. Zwieńczeniem konfliktu była wojna rosyjsko-japońska z lat 1904–1905, rozpoczęta zwycięstwem Japonii, która zdobyła Port Artura w lutym 1904 roku, a zakończona podpisaniem traktatu z Portsmouth. Na jego mocy Japonia przejęła pełną kontrolę nad Koreą i w roku 1905 uczyniła ją japońskim protektoratem. Pierwszym gubernatorem Korei był były japoński premier Itō Hirobumi, zastrzelony na dworcu w Harbinie przez koreańskiego działacza niepodległościowego An Jung-geuna w roku 1909. W roku 1910, choć Koreańczycy opierali się pełnej japońskiej dominacji, nie udało im się zapobiec siłowej aneksji Korei przez Cesarstwo Japońskie. Aneksja rozpoczęła 35-letni okres japońskiej okupacji całego Półwyspu Koreańskiego.

## Rząd
Państwo dynastii Joseon było silnie scentralizowane. Ideologiczne fundamenty jego funkcjonowania pochodziły z doktryny neokonfucjanizmu. Wyłożone zostały w Gyeongguk daejeon (kor. 경국 대전), stanowiącej rodzaj konstytucji państwa Joseon.

### Król

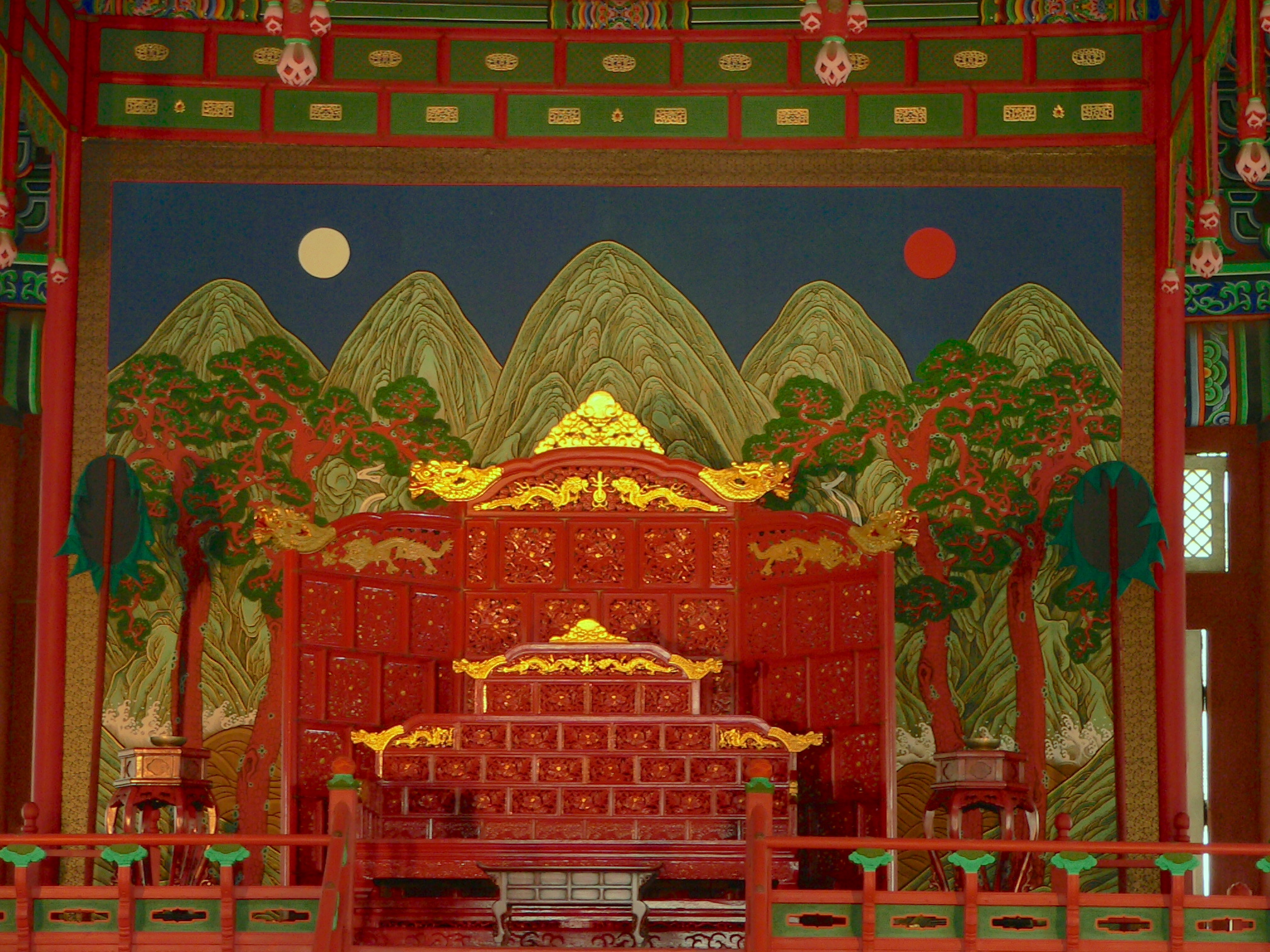
Królewski tron Feniksa w królewskim pałacu Gyeongbokgung w Seulu.

Król w państwie Joseon posiadał władzę absolutną, choć faktyczny jej wymiar zmieniał się w zależności od uwarunkowań politycznych. Jego pozycja wynikała głównie z tradycji i nauk konfucjanizmu. Król oczekiwał bezgranicznej lojalności wobec urzędników i poddanych, lecz także urzędnicy mogli się spodziewać, że jeśli w procesie decyzyjnym król popełni błąd, przyzna się do niego i ostatecznie postąpi zgodnie ze wskazówkami współpracowników. Przyczyną wielu kryzysów w królestwie były nawiedzające Koreę wielokrotnie na przestrzeni lat klęski żywiołowe, dlatego w razie ich pojawienia się władcy dokładali wszelkich starań, by zapobiec kryzysom we własnym dworze – także dlatego, że w razie suszy albo powodzi królowie nie mieli prawa karania poddanych za krytykę, która spadła na nich za to, że nie byli w stanie zapobiec klęsce.

### Urzędnicy
Urzędnicy królewscy byli podzieleni na 18 grup według posiadanego doświadczenia i rangi, począwszy od pierwszej rangi seniorskiej (kor. 정1품, hanja: 正一品), na dziewiątej randze juniorskiej (kor. 종9품, hanja: 從九品) skończywszy. Kolejne rangi urzędnik zdobywał zdając kolejne egzaminy lub dzięki rekomendacji przełożonych. O randze urzędnika świadczył kolor szat, które nosił. Urzędnicy w stopniu od pierwszej do trzeciej rangi seniorskiej nosili czerwone szaty, zaś niżsi rangą oficjele chodzili w szatach niebieskich. Zasady te określała księga Gyeongguk daejeon (kor. 경국 대전), de facto konstytucja państwa Joseon.
Objęcie wysokiego stanowiska w królewskiej administracji wiązało się z automatycznym nadaniem urzędnikowi tytułu yangbana, czyli koreańskiego arystokraty. Tytuł ten był częściowo dziedziczny, w przypadku urzędników jego otrzymanie wiązało się z możliwością przekazywania tytułu przez trzy następne pokolenia.
Przed objęciem stanowiska kandydat na urzędnika musiał zdać bardzo trudny egzamin państwowy, zwany gwageo (kor. 과거). Egzamin składał się z trzech części – sprawdzały one kolejno umiejętności językowe, przygotowanie wojskowe i wiedzę ogólną, przy czym pierwsza część była najważniejsza. Jej celem było sprawdzenie zwłaszcza szczegółowej znajomości chińskich znaków, używanych wówczas do zapisu słów i dźwięków z języka koreańskiego. W ramach językowej części egzaminu kandydat na urzędnika musiał zdać cztery mniejsze testy – by zdać cały egzamin, nie mógł oblać żadnego z nich. 33 kandydatów, którzy z powodzeniem przez nie przeszli i uzyskali najlepsze wyniki, zdawało końcowy egzamin w obecności króla. Ten z nich, który zdobył najwięcej punktów, otrzymywał nominację urzędniczą od razu wraz z dość wysoką, szóstą rangą juniorską. Kolejni z dwoma najlepszymi wynikami otrzymywali siódmą rangę juniorską, siedmiu następnych rangę ósmą, zaś 23 pozostałych – najniższą rangę dziewiątą.
Urzędnicy posiadający pierwszą i drugą rangę seniorską oraz pierwszą juniorską byli określani honorowym tytułem daegam (kor. 대감, hanja: 大監), zaś posiadacze drugiej rangi juniorskiej i trzeciej seniorskiej tytułem yeonggam (kor. 영감, hanja: 令監). Wszyscy urzędnicy, którzy tym samym mieli prawo do noszenia czerwonych szat, byli nazywani dangsanggwan (kor. 당상관, hanja: 堂上官), brali udział w posiedzeniach rządu i w podejmowaniu najważniejszych dla królestwa decyzji. Pozostali, niżsi rangą urzędnicy byli ogólnie nazywani danghagwan (kor. 당하관, hanja: 堂下官).

### Rząd centralny

#### Rada Państwa

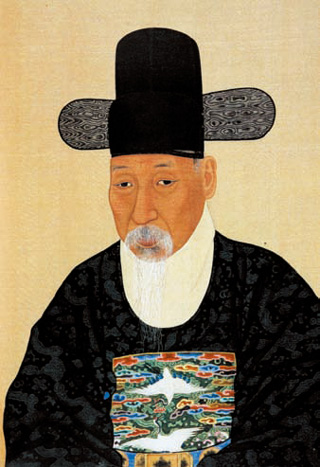
Portret jednego z Naczelnych Doradców Króla, Chae Jegonga (1720~1799).

Rada Państwa (Uijeongbu, kor. 의정부, hanja: 議政府) było najważniejszym kolegialnym organem decyzyjnym w państwie koreańskim z czasów dynastii Joseon, choć na przestrzeni dziejów traciła na znaczeniu. W skład Rady Państwa wchodzili: Naczelny Doradca Króla (Yeonguijeong, kor. 영의정, hanja: 領議政), Doradca Lewej Strony (Jwauijeong, kor. 좌의정, hanja: 左議政) i Doradca Prawej Strony (Uuijeong, kor. 우의정, hanja: 右議政), którzy byli najwyższymi urzędnikami państwowymi w królestwie oprócz samego króla. Wszyscy jako urzędnicy posiadali pierwszą rangę seniorską. Towarzyszyli im Minister Lewej Strony (Jwachanseong, kor. 좌찬성, hanja: 左贊成), Minister Prawej Strony (Uichangseong, kor. 우찬성, hanja: 右贊成), oboje w pierwszej randze juniorskiej, a także siedmiu niższych rangą urzędników.
W ciągu przeszło 500 lat królestwa Joseon zakres władzy Rady Państwa był najczęściej odwrotnie proporcjonalny do pozycji i zasięgu wpływów króla. W czasie panowania silnych monarchów, Rada Państwa pełniła głównie funkcje doradcze przy podejmowaniu decyzji przez króla; w pewnym okresie jednak szefowie sześciu ministerstw funkcjonujących na dworze tworzyli najważniejszą grupę trzymającą władzę w królestwie.

### Sześć ministerstw
Sześć ministerstw (Yukjo, kor. 육조, hanja: 六曹) tworzyło władzę wykonawczą w królestwie. Każdy z ministrów (tzw. panseo, kor. 판서, hanja: 判書) posiadał jako urzędnik drugą rangę seniorską, wiceministrowie natomiast (champan, kor. 참판, hanja: 參判) posiadali drugą rangę juniorską. Najważniejszym z ministrów był szef resortu kadr urzędniczych.
Poszczególne ministerstwa, w kolejności od najważniejszego:
- Ministerstwo Kadr Urzędniczych (Ijo, kor. 이조, hanja: 吏曹) – odpowiedzialny za nominacje na stanowiska w królewskiej administracji
- Minister Skarbu (Hojo, kor. 호조, hanja: 戶曹) – odpowiedzialny za ściąganie podatków, skarb państwa, rolnictwo, gospodarkę ziemską, zmiany w systemie podatkowym i obowiązujące cenzusy
- Ministerstwo Ceremonii Państwowych (Yejo, kor. 예조, hanja: 禮曺) – odpowiedzialny za tradycyjne święta i rytuały, kulturę, dyplomację i przeprowadzenia egzaminów gwageo
- Ministerstwo Obrony (Byeongjo, kor. 병조, hanja: 兵曺) – sprawy wojskowe
- Ministerstwo Sprawiedliwości (Hyeongjo, kor. 형조, hanja: 刑曺) – zmiany w systemie prawnym, sprawy dotyczące niewolników i prawa karnego
- Ministerstwo Pracy (Gongjo, kor. 공조, hanja: 工曹) – przemysł, w tym przemysł lekki, roboty publiczne, górnictwo

### Trzy Urzędy
Trzy Urzędy (Samsa, kor. 삼사) to zbiorcza nazwa dla instytucji państwowych państwa Joseon, których zadaniem było prowadzenie komunikacji między dworem a królem i utrzymywanie równowagi w relacjach między władcą a poddanymi. Wzorowane na modelu chińskim, uzyskały większy wpływ na losy królestwa niż ich chińskie odpowiedniki. Instytucje te nie miały mocy podejmowania decyzji czy wdrażania określonych polityk, jednak wpływały na powszechny odbiór reform wprowadzanych w państwie przez inne urzędy. Pracownicy Trzech Urzędów najczęściej byli młodsi (zarówno wiekiem, jak i rangą) od oficjeli zatrudnionych w innych instytucjach, aczkolwiek byli dobrze wykształceni i cieszyli się szczególnymi przywilejami oraz prestiżem. W procesie rekrutacji musieli przejść jeszcze bardziej szczegółową procedurę, niż pozostali urzędnicy – oprócz egzaminów, musieli także zostali sprawdzeni pod kątem pochodzenia i losów członków rodziny. Praca w jednym z Trzech Urzędów stanowiła dzięki temu trampolinę do najwyższych stanowisk w królestwie i niemal warunek zostania królewskim doradcą i członkiem Rady Państwa.
W skład Trzech Urzędów wchodziły:
- Urząd Inspektora Generalnego (saheonbu, kor. 사헌부) – zajmował się monitorowaniem i kontrolą działań administracji królewskiej. Jego zadaniem było wykrywanie wszelkich nadużyć władzy i korupcji wśród urzędników. Inspektorat zajmował się również krzewieniem cnót w społeczeństwie i tradycji konfucjańskich, a także odpowiadał na skargi poddanych na decyzje władzy i ewentualnie wynagradzał obywatelom poczynione przez administrację krzywdy i niesprawiedliwości. Na czele urzędu stał Inspektor Generalny (daesaheon, kor. 대사헌), urzędnik w drugiej randze juniorskiej, który nadzorował pracę około 30 urzędników niezależnych od jakiegokolwiek innego organu władzy państwowej.
- Urząd Cenzury (saganwon, kor. 사간원) – jego naczelną funkcją było śledzić poczynania i decyzje króla oraz dokonywać ich krytycznej analizy pod kątem rzetelności i słuszności. Wszystkie zarządzenia i decyzje, które wydawał król, podlegały analizie przez cenzorów, którzy mieli prawo je zakwestionować w przypadku uznania za niewłaściwe lub niekorzystne dla królestwa. Cenzorzy posiadali zatem wyjątkową możliwość krytykowania i podważania decyzji króla, którą otrzymali w imię dbałości o dobro królestwa. Urząd Cenzury składał się z pięciu urzędników, na czele których stał Naczelny Cenzor (daesagan, kor. 대사간), urzędnik w trzeciej randze juniorskiej.

Podczas gdy Inspektor Generalny i jego urząd śledzili poczynania urzędników, a Urząd Cenzury kontrolował decyzje króla, ich działania i funkcje częściowo pokrywały się. Ze względu na podobieństwo ról odgrywanych w systemie politycznym królestwa, niekiedy oba urzędy określano łącznie jako yangsa (kor. 양사), co dosłownie oznacza „Dwa Urzędy”. Było to nieprzypadkowe – urzędy te niekiedy współpracowały ze sobą, zwłaszcza gdy zależało im na podważeniu i anulowaniu którejś z decyzji króla.
- Urząd Specjalnych Doradców (hongmungwan, kor. 홍문관, hanja: 弘文館) – urząd odpowiedzialny za prowadzenie królewskiej biblioteki, który jednocześnie stanowił rodzaj instytutu badawczego, którego specjalnością było studiowanie filozofii konfucjańskiej i odpowiadanie na pytania króla, które mogły się pojawić podczas podejmowania przezeń decyzji państwowych. Specjalni Doradcy brali udział w codziennych spotkaniach zwanych gyeong'yeon, w czasie których toczyli z królem dyskusje na tematy historyczne i filozoficzne. Tezy stawiane przez uczonych w czasie prowadzonych dyskusji niekiedy wywierały wpływ na decyzje podejmowane przez króla. Na czele urzędu stał Pierwszy Uczony (daejehak, kor. 대제학), urzędnik w drugiej randze seniorskiej, który pełnił zawsze także inne wysokie stanowisko na dworze królewskim (na przykład wchodził w skład Rady Państwa). Jego zastępcą był urzędnik w trzeciej randze seniorskiej, nazywany bujehak (kor. 부제학), dla którego było to jedyne stanowisko – dlatego faktycznie to on zarządzał większością spraw urzędu. Funkcja Pierwszego Uczonego była bardzo prestiżowa.

### Inne urzędy na dworze królestwa Joseon
- Królewski Sekretariat (seungjeongwon, kor. 승정원) – instytucja pośrednicząca w kontaktach pomiędzy królem a ministerstwami. W jego skład wchodziło sześć mniejszych sekretariatów (seungji, kor. 승지), jeden dla każdego z resortów. Szef każdego z nich był urzędnikiem w trzeciej randze seniorskiej. Najistotniejszą funkcją sekretariatów było przesyłanie rozporządzeń króla do ministerstw i przekazywanie próśb rządu oraz poddanych do króla. Niekiedy także doradzali królowi i innymi najważniejszym urzędnikom w otoczeniu monarchy. Zwłaszcza Naczelny Królewski Sekretarz (doseungji, kor. 도승지), odpowiedzialny za kontakty z najważniejszym z resortów, czyli z Ministerstwem Kadr Urzędniczych, był szczególnie blisko króla oraz ministrów i często miał także duży wpływ na podejmowane przez nich decyzje. Hong Guk-yeong (Naczelny Sekretarz podczas panowania króla Jeongjo) oraz Han Myeong-hoe (Sekretarz podczas rządów króla Sejo) to przykłady urzędników, którzy uzyskali ogromne wpływy podczas sprawowania funkcji Naczelnego Królewskiego Sekretarza.
- Ratusz Stolicy (hanseongbu, kor. 한성부) był odpowiedzialny za zarządzanie stolicą kraju, położoną na terenie Seulu, dzisiejszej stolicy Korei Południowej. Naczelnik ratusza nosił tytuł panyun (kor. 판윤), który posiadał stopień drugiej rangi seniorskiej i miał zakres obowiązków podobny do współczesnego burmistrza dużego miasta.
- Królewskie Biuro Śledcze (uigeumbu, kor. 의금부) – organ śledczy w królestwie, podległy bezpośrednio królowi. Zajmował się szczególnie przypadkami zdrady i nadużyciami wśród urzędników oraz krewnych króla. Posiadał uprawnienia do aresztowania, prowadzenia śledztw i sądzenia osób pracujących na królewskim dworze, często wysokich urzędników podejrzanych o korupcję i inne nadużycia.
- Królewskie Archiwum (chunchugwan, kor. 춘추관) – urzędnicy archiwum zajmowali się dokumentowaniem aktywności i słów króla, a także zbieraniem wszystkich powstających na dworze dokumentów i kompilowaniem na ich podstawie historii królestwa (choć to nie oni tworzyli Roczniki dynastii Joseon, stanowiące kronikę dziejów Korei pod rządami dynastii Joseon). W urzędzie było zatrudnionych ośmiu urzędników (często sprawujących także funkcje w innych instytucjach), na których czele stał jeden z królewskich doradców.
- Królewski Uniwersytet (Seonggyungwan, kor. 성균관) – uczelnia powołana jako kuźnia kadr dla królewskiej administracji. Studiować w Seonggyungwan mogli kandydaci na urzędników, którzy mieli za sobą dwa stopnie egzaminów gwageo. Jeden rocznik składał się najczęściej z 200 studentów, których obowiązywał bardzo restrykcyjny regulamin narzucający surowe normy studiowania i życia na uniwersytecie. Studia i zakwaterowanie było darmowe – naukę w Seonggyungwan finansował rząd. Uczelnia była także miejscem krzewienia konfucjanizmu i wymiany myśli na tematy filozoficzne oraz polityczne. Studenci mieli prawo do komentowania sytuacji i zmian w królestwie, a ich opinie niejednokrotnie brali pod uwagę w podejmowaniu decyzji wysocy urzędnicy, dla których zdanie studentów stanowiło wart wysłuchania, świeży punkt widzenia młodych uczonych. Rektor uczelni nosił tytuł daesaseong (kor. 대사성), posiadał trzecią seniorską rangę urzędniczą. Administrację uczelni tworzyło oprócz rektora 36 urzędników.

### Formy lokalnego samorządu

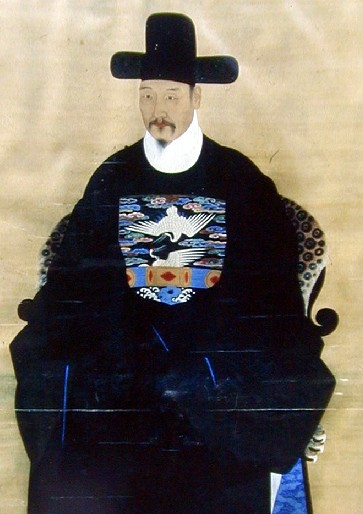
Portret Pak Mun-su (1691–1756), tajnego królewskiego inspektora na dworze dynastii Joseon

Wysocy urzędnicy na szczeblu lokalnych byli wysyłani w teren przez dwór królewski. Niekiedy z Seulu wysyłano do regionów tajnych królewskich inspektorów (amhaeng-eosa, kor. 암행어사), których zadaniem było śledzenie incognito sytuacji politycznej, nastrojów społecznych i poczynań notabli w poszczególnych prowincjach. Choć inspektorami zostawali najczęściej młodzi urzędnicy posiadający niskie stopnie w administracji, w terenie posiadali specjalne pełnomocnictwa, pozwalające dymisjonować w imieniu króla urzędników przyłapanych na korupcji czy innych przestępstwach związanych ze sprawowaną funkcją.
- Do (도), prowincje – w czasach dynastii Joseon cały Półwysep Koreański był podzielony na osiem prowincji, w których władzę pełnili gubernatorzy (gwanchalsa, 관찰사), urzędnicy w drugiej randze juniorskiej
- Bu (부), stolice prowincji – na poziomie stolic prowincji miastami zarządzali urzędnicy posiadający tytuł buyun (부윤), którego ranga i zakres obowiązków były podobne do pozycji gubernatora na poziomie prowincji
- Mok (목), miasta – w Korei dynastii Joseon istniało 20 mok, miast stanowiących stolice dużych powiatów (ju, 주); najważniejszym urzędnikiem na poziomie mok byli moksa (목사), posiadający trzecią rangę seniorską
- Gun (군), zwykłe powiaty – 80 na terenie całego kraju, zarządzane przez gunsu (군수), urzędnika w czwartej randze juniorskiej
- Hyeon (현) – konstytuujące powiaty; w dużych jednostkach tego typu rządził hyeongryeong (현령), urzędnik w piątej randze juniorskiej, zaś w mniejsze hyeongam (현감), posiadający szóstą rangę juniorską.

### Podział administracyjny Korei dynastii Joseon
Przez większość dziejów dynastii Joseon, w latach 1413–1895 Korea była podzielona na osiem prowincji (do, kor. 도, hanja: 道). Współczesny podział administracyjny obu Korei w dużej mierze odpowiada temu podziałowi, wprowadzonemu w XV wieku – do dziś utrzymano te same nazwy prowincji, dzieląc jedynie większość z nich na część północną i południową. Podział ten odzwierciedla historyczne różnice społeczne, kulturowe i językowe między regionami.

## Społeczeństwo

### Populacja i struktura społeczna
Kwestia liczebności populacji Korei w czasach dynastii Joseon jest kontrowersyjna, a podawane w literaturze szacunki są dość mocno zróżnicowane. Statystyki oficjalne z tego czasu uchodzą za niewiarygodne. Podawane szacunki mówią o 6 milionach obywateli u zarania dynastii w 1392 roku i o 18 milionach w roku 1750. W latach 1810–1850 populacja miała wzrosnąć o 10% i pozostać na stabilnym poziomie. Zanim do Korei dotarły osiągnięcia zachodniej medycyny, aż do początku XX wieku średnia oczekiwana długość życia w Korei wynosiła zaledwie 26 lat dla kobiet i 24 lata dla mężczyzn.
W Korei dynastii Joseon wprowadzono silnie scentralizowany system administracji, kontrolowany przez uczonych konfucjańskich, zwanych yangbanami (zarówno w rządzie, jak i w wojsku). Ta warstwa społeczeństwa miała szczególny status w królestwie. Tytuł yangbana był częściowo dziedziczny, zaś podstawą jego otrzymania – oprócz prostego dziedziczenia – było zdanie egzaminów gwageo i objęcie urzędniczego stanowiska w służbie cywilnej. Rodzina yangbana traciła ten status, jeśli przez trzy pokolenia nie wykształciła nowego kandydata na urzędnika, spełniającego warunki zostania nowym yangbanem. Jeśli żaden z potomków yangbana nie zdobył tego tytułu ponownie, rodzina ponownie stawała się częścią pospólstwa, ze wszystkimi właściwymi jemu prawami i ograniczeniami. Szacuje się, że w roku 1800 w koreańskim społeczeństwie aż 30% populacji stanowili yangbani lub ich rodziny. Ze względu na tak daleko idące upowszechnienie tego statusu, choć yangbani cieszyli się wysoką pozycją społeczną, ich status majątkowy często był przeciętny.
Kolejne 30–40% społeczeństwa królestwa Joseon stanowili niewolnicy (nobi, kor. 노비), „nisko urodzeni” (cheonmin, kor. 천민), a także „niedotykalni” (baekjeong, kor. 백정), wykonujący najmniej szanowane prace, takie jak grabarz czy cyrulik. Status niewolnika był dziedziczny, zdegradowanie do tego statusu mogło być także karą wymierzaną sądownie. Istniał podział na „państwowych” i „prywatnych” niewolników – ci pierwsi niekiedy byli przekazywani przez państwo na rzecz prywatnych posiadaczy ziemskich, którzy mogli traktować ich jak swoją własność. W okresach wieloletnich klęsk żywiołowych, wielu obywateli dobrowolnie zostawało niewolnikami, by przetrwać – status ten gwarantował im marne, ale regularne wyżywienie. Niewolnicy na przestrzeni całej historii królestwa Joseon stanowili od 30 do 40% całej populacji. Mimo bardzo niskiej pozycji, niewolnicy w Korei mogli posiadać własne przedmioty codziennego użytku, zaś „prywatni” niewolnicy mogli wykupić swoją wolność od właściciela.

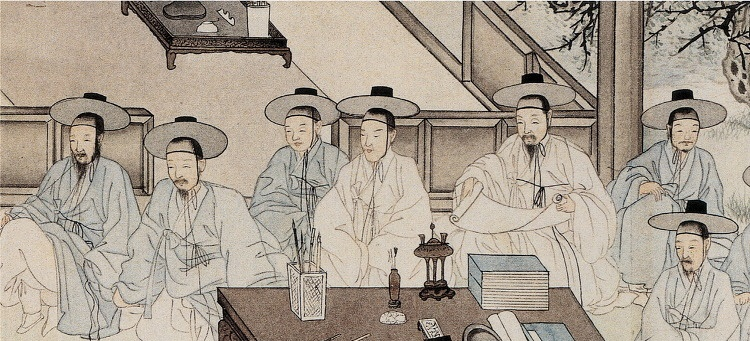
Obraz przedstawiający przedstawicieli żyjącej w Korei dynastii Joseon klasy średniej (chungin, kor. 중인). Jej status można porównać do drobnomieszczaństwa w Europie tamtych czasów.

Większość z pozostałych 40–50% populacji (odliczając niewolników i yangbanów) stanowili najpewniej chłopi, choć wiele współczesnych prac na temat historii dynastii Joseon dostrzega znaczenie innych grup: handlarzy, lokalnych urzędników niskiego szczebla, tworzących klasę średnią (chungin, kor. 중인) czy robotników pracujących w manufakturach. Produkcję rolną raczej sprzedawano, aniżeli przeznaczano na własne potrzeby.
W czasach schyłku dynastii Joseon konfucjańskie nakazy dotyczące dobrego wychowania i „cnót synowskich” stały się rytuałami ortodoksyjnego, bardzo rozbudowanego systemu społecznej hierarchii. W XVIII wieku ówczesny obserwator i krytyk społeczeństwa koreańskiego Yi Junghwan pisał sarkastycznie, że „w społeczeństwie z tak rozbudowanym systemem grup i rang społecznych, trudno mieć zbyt wielu przyjaciół” (w żartobliwym domyśle – bo poszczególnych grupek jest tak dużo, że w każdej w nich mieści się niewielu obywateli).
W tak mocno zhierarchizowanym społeczeństwie, jakim stała się Korea, na nieformalne podziały społeczne nałożyła się (i wzmocniła je) prawna dyskryminacja jednych grup i przywileje dla innych. Elementem dyskryminacji było na przykład „prawo o dobrych manierach”, które określało dopuszczalny ubiór w różnych grupach społecznych (innym pozostawiając pełną swobodę), czy prawa ograniczające dziedziczenie i prawo własności kobietom. Prawo tego typu było wprowadzane głównie po to, by zdusić rodzącą się mobilność społeczną, szczególnie na początku XVIII wieku. Hierarchia społeczna na początku dynastii Joseon opierała się w dużej mierze na stratyfikacji z czasów dynastii Goryeo. Między XIV a XVI wiekiem nie wprowadzano w niej znaczących zmian – głównie wobec faktu, że do wszelkich zmian statusu społecznego potrzebny był określony potencjał ekonomiczny – którego nie posiadał praktycznie nikt, kto mógł zabiegać o podwyższenie swojej pozycji w społeczeństwie.
Między XVII a XIX wiekiem, w koreańskim społeczeństwie wykształciło się wiele nieistniejących dotąd grup i zjawisk społecznych, których obecność doprowadziła do osłabienia tradycyjnego systemu. Tak na przykład, w rejonie Daegu w roku 1858 aż 70% populacji stanowili yangbani i ich rodziny.
W roku 1801 niewolnicy będący własnością rządu otrzymali wolność. Dzięki tej decyzji świeżo intronizowanego króla Sunjo w ciągu kolejnych 100 lat z Korei zniknęło zjawisko niewolnictwa – całkowicie zniesiono je w państwie Joseon w roku 1894 w ramach reform roku Gabo.